# Limatus asulleptus
Limatus asulleptus är en tvåvingeart som först beskrevs av Theobald 1903.  Limatus asulleptus ingår i släktet Limatus och familjen stickmyggor. Inga underarter finns listade i Catalogue of Life.